# Funaria laxissima
Funaria laxissima är en bladmossart som beskrevs av C. Müller 1851. Funaria laxissima ingår i släktet spåmossor, och familjen Funariaceae. Inga underarter finns listade i Catalogue of Life.